# United States Anti-Doping Agency
United States Anti-Doping Agency (USADA) er en NGO i USA, som arbejder med bekæmpelsen af doping. Organisationen er statstøttet.

## Links
- officiel hjemmeside

| Forening eller organisation | Spire Denne artikel om en forening eller organisation er en spire som bør udbygges. Du er velkommen til at hjælpe Wikipedia ved at udvide den. |